# Тункара, Садио
Садио Гаригсон Тункара (фр. Sadio Tounkara; 27 апреля 1992, Бамако, Мали) — малийский футболист, полузащитник.

## Карьера
Занимался футболом с 12-ти лет. В 15-летнем возрасте присоединился к вновь созданному клубу второго дивизиона «Жанна Д’Арк», с которым в 2009 году вышел в высший дивизион Мали. В период выступлений в Мали Тункара ездил на просмотр в польский «Лех» из Познани и один из клубов Израиля, а в январе 2012 года перешёл в азербайджанский клуб «Хазар-Ленкорань».
С «Хазаром» Садио подписал 4-летний контракт, и играет за эту команду до настоящего времени (2015). В составе «Хазара» выступает под номером 7. Многие считают его лидером команды. За четыре сезона в азербайджанской команде футболист провёл в чемпионате страны 97 игр и забил 14 голов, а с учётом кубковых турниров сыграл более 100 игр. В 2013 году стал обладателем Суперкубка Азербайджана — несмотря на то что Тункару удалили на 64-й минуте матча, «Хазар» смог довести игру против «Нефтчи» до победы (2:1).
В конце ноября 2020 года малиец перебрался в Эстонию, где он заключил контракт с клубом «Нарва-Транс». После ухода из него выступал за азербайджанский клуб «Шамахы»

## Достижения
- Обладатель Суперкубка Азербайджана: 2013.
- Серебряный призёр чемпионата Азербайджана: 2011/12.
- Финалист Кубка Азербайджана: 2012/13.
- Финалист Кубка Эстонии: 2019/20.